# Juan Díaz (Theologe)

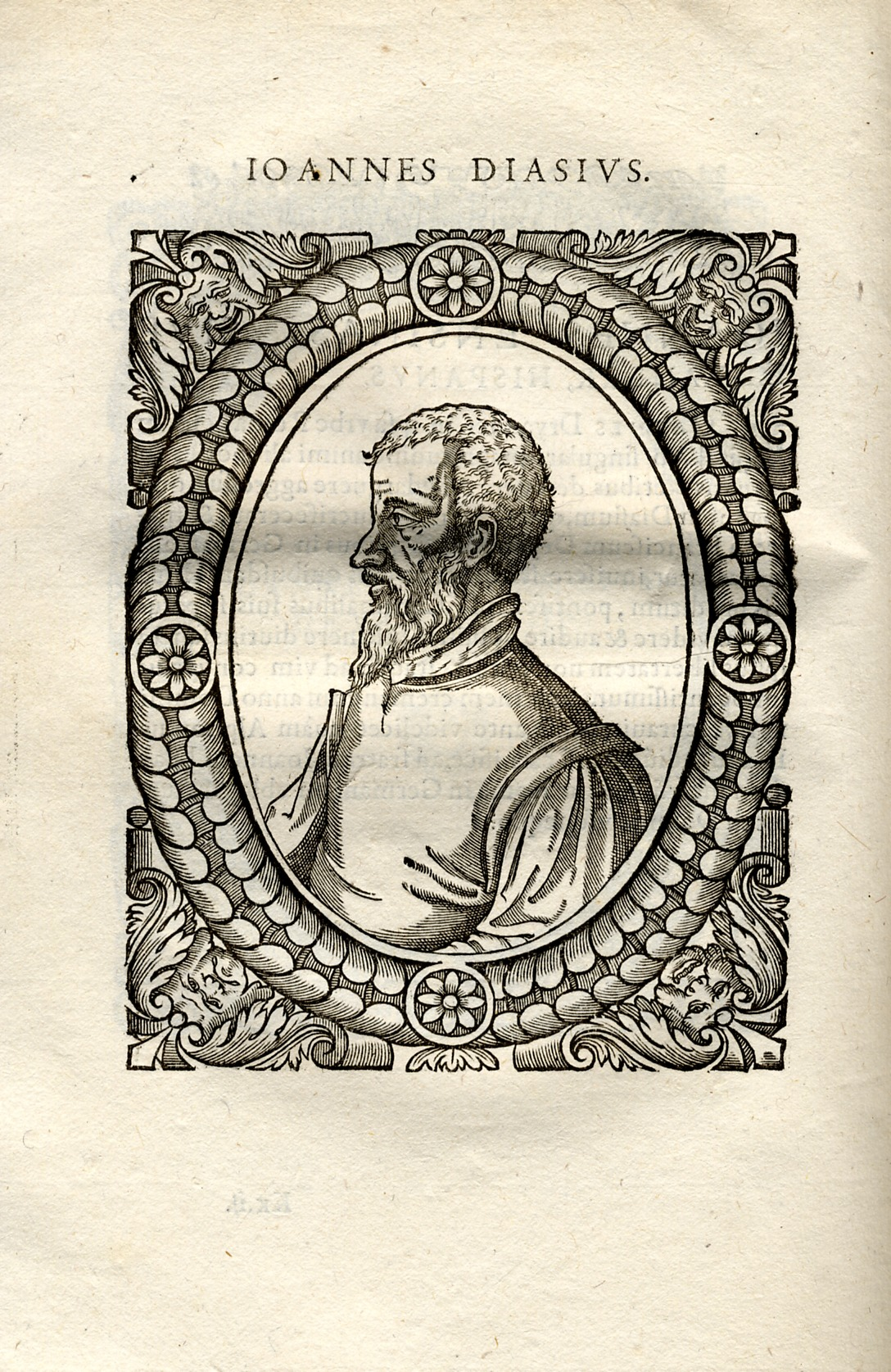
Juan Díaz. In: Théodore de Bèze: Icones. Genf 1580

Juan Díaz, auch Ioannes Diasius (* um 1510 in Cuenca in Spanien; † 27. März 1546 in Neuburg an der Donau), war ein spanischer Humanist, Philologe und Protestant, den der leibliche Bruder ermorden ließ. Die als Cainischer Mord in die Literatur eingegangene Tat verursachte politische Turbulenzen.

## Leben und Wirken
Juan Díaz entstammte einer spanischen Adelsfamilie. Seine Jugend verbrachte er in verschiedenen spanischen Universitäten. Um die griechische und die lateinische Literatur zu studieren, ging er nach Paris, wo er sich 13 Jahre lang aufhielt und seine philologischen Studien um die der Theologie erweiterte. In diesem Zusammenhang erlernte er das Hebräische und erwarb sich unter den Spaniern an der Pariser Universität einen herausragenden Ruf.
Der Tradition des Humanismus verpflichtet, befürwortete Juan Díaz die Erforschung der Quellen; sein dementsprechendes Studium der Heiligen Schrift führte ihn zu einer kritischen Haltung gegenüber dem Dogma der römischen Kirche, insbesondere gegenüber deren Gnadenlehre. Durch seine hervorragenden Sprachkenntnisse und die damit verbundenen Fähigkeiten zum Übersetzen und Publizieren gewann er die Zuwendung der protestantisch gesinnten Humanisten. Im Jahr 1545 lernte er in Straßburg auch Martin Bucer kennen sowie den ebenfalls dem Kreise Martin Luthers nahestehenden Claude de Senarclens (Claudius Senarclaeus). Zusammen mit ihm und Bucer vertrat er die Protestanten 1546 beim Regensburger Religionsgespräch.
Das Treffen wurde überschattet vom Tod Luthers am 18. Februar 1546. Die Protestanten fühlten sich geschwächt. Juan Díaz setzte sich mit seinem Landsmann Pedro de Malvenda, den er bereits aus seiner frühen Studienzeit in Paris kannte und der nun in Regensburg die Seite der katholischen Kurie vertrat, über die kirchlichen Dogmen auseinander. Durch Malvenda erfuhr Juans Bruder, der Kleriker Alfonso Díaz, der in Rom als Jurist an der Rota tätig war, von der strikt protestantischen Haltung seines einzigen Bruders gegenüber der römischen Kirche. Juan Diaz reiste bereits vor dem offiziellen Ende des Religionsgesprächs nach Neuburg an der Donau, um die Drucklegung einer Schrift von Bucer zu betreuen. Sein Eintreffen dort lässt sich nicht exakt datieren, soll jedoch zwischen dem 18. Februar und 27. Februar 1546 erfolgt sein; Claude Senarclens folgte ihm kurze Zeit später und wohnte bei ihm im Haus.

## DerCainische Mord

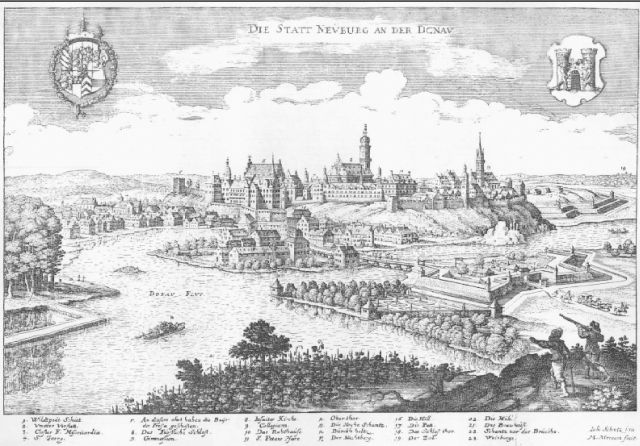
Neuburg an der Donau, aus der „Topographia Germaniae des Matthäus Merian“, 1644

In Neuburg erhielt Juan Díaz Besuch von seinem Bruder Alfonso, der ihn erfolglos umzustimmen versuchte und nach einigen Tagen wieder nach Augsburg abreiste. Am frühen Morgen des 27. März 1546 erschien Alfonso erneut in Begleitung eines Knechts an der Herberge seines Bruders in Neuburg. Juan Díaz, der bereits geschlafen hatte, öffnete die Tür. Alfonso blieb draußen, der Knecht schlug drinnen mit einer Axt mehrfach auf Juan ein. Dieser starb infolge schwerer Verletzungen am Kopf in den Armen seines auf Grund des Lärms erwachten und herbeigeeilten Begleiters Senarclens. Die Täter flüchteten zu Pferd aus der Stadt. Einem Verfolger gelang es schließlich die Täter in Innsbruck festnehmen zu lassen.
Die folgende Gerichtsverhandlung war zunächst bestimmt durch den Streit um die Zuständigkeit. Pfalzgraf Ottheinrich verlangte die Auslieferung der Täter; Alfonso Díaz behauptete, dass er im Dienst des Kaisers gehandelt habe und deshalb nicht zu belangen sei für seine Tat. Er erreichte, dass Karl V. den Fall den Innsbrucker Richtern entzog. Die Nachricht vom unterdessen so genannten Cainischen Mord verbreitete sich schnell durch Flugblätter. Auch Philipp Melanchthon berichtete über den Fall Díaz, überliefert als Narratio vom 17. April 1546. Kurfürst Johann Friedrich von Sachsen beklagte sich bei seinen Gesandten auf dem Reichstag über die „listen“ der „pfaffen“, „das recht und ihre straffe zu stopffen und zu verhindern“. Die Protestanten sahen in der Affäre einen Anlass, ihre Teilnahme am Trienter Konzil unter Berufung auf die Verletzung des ihnen zugesicherten kaiserlichen Geleitschutzes abzusagen. Nachdem der Kaiser den Fall an seinen Bruder, König Ferdinand I., weitergereicht hatte, verliefen die Verhandlungen vor Gericht im Sand. Alfonso Díaz soll sich 1557 in Trient das Leben genommen haben.

## Wirkungsgeschichte
Über Leben, Wirken und Tod des Juan Díaz gibt die ein halbes Jahr nach seiner Ermordung veröffentlichte lateinische Schrift Historia vera de morte sancti viri Ioannis Diazii Hispani […] per Claudium Senarclaeum Auskunft, die im Oktober 1546 von Johannes Oporinus in Basel gedruckt wurde und Francisco de Enzinas zugeschrieben wird. Der als Ich-Erzählung in Form eines fingierten Briefs von Diáz’ Begleiter und Mordzeugen Claudius Senarclaeus gestaltete Bericht wird von einer Epistel Martin Bucers eingeführt. Die spätere Überlieferung der Tat basierte auf den Flugblättern und auf Melanchthons Bericht, in dessen Zusammenhang wiederholt auch auf die Basler Schrift verwiesen wurde; diese erschien im Jahr 1865 in Madrid in einer spanischen Übersetzung und wurde in einigen Auszügen von John E. Longhurst 1964 ins Englische übertragen.
Bis ins 19. Jahrhundert blieb die Geschichte vom Leben und Sterben des Juan Diaz ein fester Bestandteil protestantischer Märtyrerbücher.
Belegt ist der Cainische Mord überdies in den erhaltenen Verhandlungsakten und in den Korrespondenzen von in der Folge der Tat beteiligten Personen.

## Editionen
(chronologisch aufsteigend)
- Historia Vera de Morte Sancti uiri Ioannis Diazij Hispani, quem eius frater germanus Alphonsus Diazius, exemplum sequutus primi parricidae Cain, uelut alteru[m] Abelem, nefarie interfecit, per Claudium Senarclaeum. Oporinus, Basel 1546 (Digitalisat der Bayerischen Staatsbibliothek)
- Ignacio Javier García Pinilla (Hrsg.): Francisco de Enzinas. Verdadera historia de la muerte del santo varón Juan Díaz, por Claude Senarclens. Ediciones del la Universidad de Castilla-La Mancha, Cuenca Santander 2008 (spanisch, GoogleBooks, Edition des lateinischen Textes mit spanischer synoptischer Übersetzung; in den Fußnoten der Einleitung die deutschsprachigen Quellen zum Fall Dìaz)

- Francisco de Enzinas / Claudius Senarcleus, in die deutsche Sprache übertragen von Otmar Gratzl: Der Kainsmord zu Neuburg. Verlag Johannes Petri, Basel 2015. ISBN 978-3-03784-071-9